# Andrónico Ducas (coemperador)
Andrónico Ducas (griego: Ἀνδρόνικος Δούκας), fue el tercer hijo del emperador bizantino Constantino X Ducas (r. 1059-1067) y hermano menor del emperador bizantino Miguel VII Ducas (r. 1071-1078). A diferencia de sus otros hermanos, no fue nombrado coemperador menor por su padre, y sólo fue elevado a la dignidad por Romano IV Diógenes (r. 1068-1071). Por lo demás, es relativamente insignificante y no participó en los asuntos de Estado en ningún grado.

## Biografía
Andrónico Ducas nació hacia 1057, tercer hijo de Constantino X Ducas y Eudoxia Macrembolita. Estudió con Miguel Psellos, y se conservan varias obras recopiladas por destacados eruditos de la época para ayudarle en sus estudios: un tratado de geometría de Psellos y dos ensayos filosóficos de Juan Ítalo. Psellos también compiló una monodia laudatoria sobre Andrónico tras la muerte de éste.
A diferencia de sus otros dos hermanos supervivientes (el mayor, el futuro Miguel VII Ducas, y el menor Constancio Ducas, que era porfirogéneta), no fue elevado por su padre al cargo de coemperador. Así, y a diferencia de ellos, no participó en la corta regencia de Eudoxia que siguió a la muerte de su padre en 1067. Sólo Romano IV, que se casó con Eudoxia y sucedió así a Constantino X, lo elevó a coemperador, quizá a petición de Eudoxia. Esto también se hizo por razones políticas: la multitud de coemperadores, que pronto incluyó a los dos hijos de Eudoxia por Romano, debilitó la posición de los hijos de Constantino X en favor del propio Romano. Además, durante su ausencia de Constantinopla en campaña en Oriente, poco después de su adhesión, Romano se llevó consigo a Andrónico como un rehén potencial.
Durante el reinado de su hermano mayor Miguel VII, Andrónico continuó como coemperador, e incluso es posible que fuera elevado por encima de Constancio en la precedencia. Curiosamente, a pesar de su aparente falta de capacidad y de su función puramente decorativa como coemperador, Andrónico aparece en algunas listas posteriores de emperadores bizantinos, situándose entre Romano y Miguel VII. Se desconoce cuándo murió. D. Polemis conjetura que fue después de 1081, pero Thomas Conley sostiene que murió a principios de 1077, ya que no se le menciona durante el ataque de Nicéforo III a Constantinopla en ese mismo año.
Según la monodia de Psellos, Andrónico estaba casado y su viuda murió poco después de él. No tuvo descendencia.